# Air Tahiti
Air Tahiti es una aerolínea francesa, que presta sus servicios entre las islas del archipiélago de la Polinesia Francesa. Su sede se encuentra en el Aeropuerto Internacional Faa'a, de Papeete, isla de Tahití, Polinesia Francesa. 

## Historia

### Primeras operaciones con hidroaviones
La empresa fue fundada en julio de 1950 por Jean Arbelot y Marcel Lasserre operando entre Papeete, Raiatea y Bora Bora utilizando un hidroavión de 7 plazas, un Grumman Widgeon. En 1951, el Ministerio de Ultramar de Francia compró en nombre del Territorio un avión anfibio Grumman Mallard, que la compañía aérea pudo utilizar.  En mayo de 1951 inauguró un servicio de correo quincenal entre Papeete y Aitutaki en las islas Cook, poco después el vuelo fue eliminado debido a preocupaciones acerca del contagio de poliomielitis. La ruta se interrumpió en junio de 1952 cuando Tasman Empire Airways Limited amplió su servicio a Papeete. La aerolínea cesó temporalmente todas sus operaciones en julio de 1952 después de que un accidente hiriera a su único piloto, pero los servicios se reanudaron en abril de 1953 después de que se contratara a un piloto australiano. Poco a poco, Air Tahiti extendió sus alas a todas las islas de la Polinesia Francesa. En 1953 se realizó el primer vuelo a las islas GambierEn octubre de 1953 se realizó el primer vuelo a las islas Marquesas con un vuelo a Taiohae, Nuku Hiva.

### Régie Aérienne InterinsulaireyRéseau Aérien Interinsulaire
En julio de 1953, el Territorio reasignó el Grumman Mallard a la Régie Aérienne Interinsulaire (RAI, "junta de aviación interinsular"), filial de Transports Aériens Intercontinentaux, que se hizo cargo del transporte aéreo en la Polinesia Francesa.  La marca Air Tahiti desapareció entonces. La RAI adquirió dos hidroaviones Consolidated PBY Catalina para ampliar los enlaces entre las islas de la Polinesia Francesa. Originalmente operaban con colores naranja, pero luego adoptaron el verde y el azul. La red se amplió y, en 1955, se inauguró el servicio de hidroaviones a las islas australes con la apertura de rutas a Tubuai y Raivavae.
En 1958, la RAI pasó a denominarse Réseau Aérien Interinsulaire (Red de Aviación Interinsular). Continuó operando hidroaviones y amplió su red para incluir a las islas Tuamotu.  También operó un hidroavión Short S.25 Sandringham "Bermuda" que conectaba Bora-Bora con Papeete. A la construcción del Aeropuerto Internacional Faa'a de Papeete en 1960 le siguió un vasto programa de construcción de pistas de aterrizaje en toda la Polinesia Francesa, y la flota de RAI pasó de los hidroaviones a los aviones convencionales.

### Air Polynésie

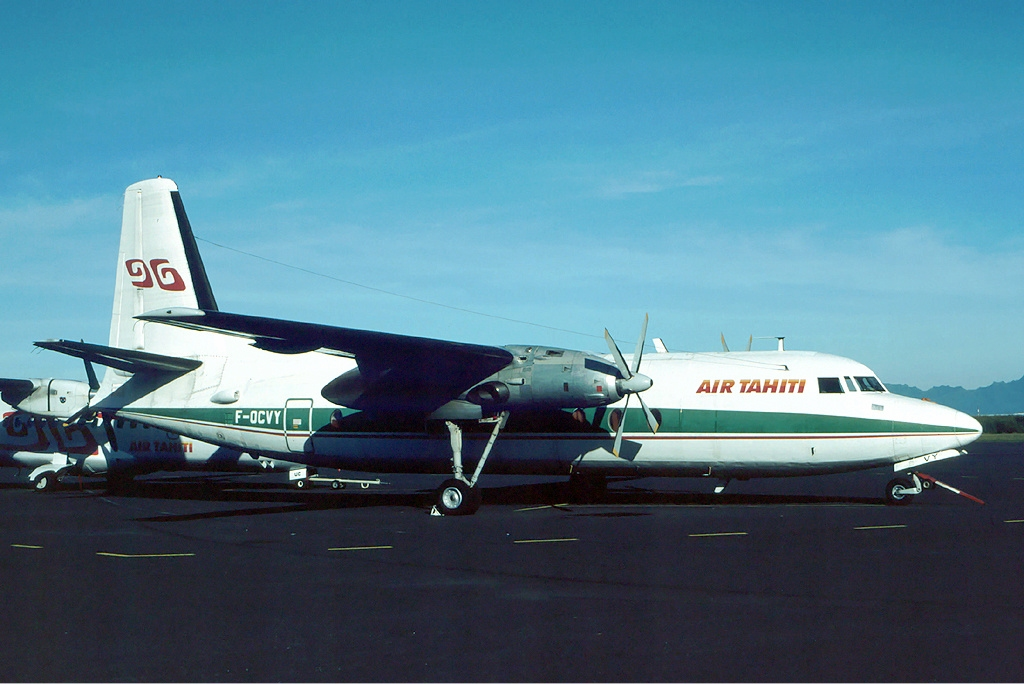
Fairchild F-27 en el Aeropuerto Internacional Faa'a (1988)

En 1970, RAI pasó a llamarse nuevamente Air Polynésie.  Apodada "Air Po" por los polinesios, la compañía afirmó más su identidad polinesia e implementó servicios regulares en toda la Polinesia Francesa y especialmente a las islas más remotas. La aerolínea tenía un "virtual monopolio" debido a un convenio con el gobierno territorial. Inicialmente operaba un hidroavión Short S.25 Sandringham "Bermuda", un Douglas DC-4 y un turbohélice De Havilland Canada DHC-6 Twin Otter, luego agregó un Britten-Norman BN-2 Islander y dos Fokker F27 Friendship. Inició operaciones en Huahine en abril de 1971. A finales de 1984, ante la necesidad de nuevo capital para comprar aviones modernos, amenazó con liquidarse a menos que el gobierno territorial garantizara un préstamo.

### Air Tahiti de nuevo
En 1985, la antigua Union de Transports Aériens (para entonces absorbida por Air France) vendió la mayoría de las acciones de Air Polynesia, entregando el 25% al gobierno de la Polinesia Francesa y el 45% restante a inversores locales. En 1987, la aerolínea pasó nuevamente a llamarse Air Tahiti y utilizó una flota de aviones turbohélice regionales ATR 42. Entre 1987 y 2007 cuadruplicó el número de pasajeros-kilómetro recorridos, de 75 millones a 315 millones.

## Flota

### Flota actual
La flota de Air Tahiti se compone de las siguientes aeronaves:
| Aeronaves                            | En servicio | Pedidos | Pasajeros (clase única)                          | Matrículas                                       | Antigüedad                                       |
| ------------------------------------ | ----------- | ------- | ------------------------------------------------ | ------------------------------------------------ | ------------------------------------------------ |
| ATR 42-600                           | 2           | —       | 48                                               | F-ORVB                                           | 12,1 años                                        |
| ATR 42-600                           | 2           | —       | 48                                               | F-ORVC                                           | 11 años                                          |
| ATR 72-600                           | 10          | 3       | 68                                               | F-ORVS                                           | 10,7 años                                        |
| ATR 72-600                           | 10          | 3       | 68                                               | F-ORVN                                           | 10,1 años                                        |
| ATR 72-600                           | 10          | 3       | 68                                               | F-ORVO                                           | 9,6 años                                         |
| ATR 72-600                           | 10          | 3       | 68                                               | F-ORVU                                           | 8,9 años                                         |
| ATR 72-600                           | 10          | 3       | 68                                               | F-ORVV                                           | 8,7 años                                         |
| ATR 72-600                           | 10          | 3       | 68                                               | F-ORVT                                           | 8,1 años                                         |
| ATR 72-600                           | 10          | 3       | 68                                               | F-ORVR                                           | 7,8 años                                         |
| ATR 72-600                           | 10          | 3       | 68                                               | F-ORVX                                           | 2,1 años                                         |
| ATR 72-600                           | 10          | 3       | 68                                               | F-OPFS                                           | 0,6 años                                         |
| ATR 72-600                           | 10          | 3       | 68                                               | F-OPFN                                           | 0,1 años                                         |
| De Havilland Canada DHC-6 Twin Otter | 1           | —       | 19                                               | HB-LUB                                           | 40,4 años                                        |
| Total                                | 13          | 3       | Edad media de la flota (julio de 2025): 10 años. | Edad media de la flota (julio de 2025): 10 años. | Edad media de la flota (julio de 2025): 10 años. |

### Flota histórica
La aerolínea operó en el pasado las siguientes aeronaves:
| Aeronaves                       | Total | Introducido | Retirado | Matrículas      |
| ------------------------------- | ----- | ----------- | -------- | --------------- |
| Britten-Norman BN-2 Islander    | 2     | 1970        | 1991     | F-OCRB y F-OCRA |
| Consolidated PBY Catalina       | 2     | 1951        | 1960     | F-OAVV y F-OAYD |
| Dornier Do 228                  | 1     | 1990        | 1991     | F-OHAB          |
| Douglas DC-4                    | 2     | 1966        | 1971     | F-BDRJ y F-BJBX |
| Fairchild F-27                  | 1     | 1974        | 1987     | F-OCVY          |
| Fairchild Hiller FH-227         | 1     | 1980        | 1988     | F-ODMR          |
| Fokker F27 Friendship           | 1     | 1972        | 1974     | F-OCSH          |
| Lockheed L-188C Electra (carga) | 1     | 1987        | 1988     | N107DH          |
| Short S.25 Sandringham          | 1     | 1958        | 1970     | F-OBIP          |